# Soe Moe Kyaw
Soe Moe Kyaw (birmanisch စိုးမိုးကျော်, * 23. März 1999 in Mandalay) ist ein myanmarischer Fußballspieler.

## Karriere

### Verein
Soe Moe Kyaw erlernte das Fußballspielen in der Jugendmannschaft des ISPE FC. Hier unterschrieb er am 1. Januar 2019 auch seinen ersten Vertrag. Direkt nach Unterschrift des Vertrags wurde er zwei Jahre an Ayeyawady United ausgeliehen. Der Verein aus Pathein spielte in der höchsten myanmarischen Liga, der Myanmar National League. Sein Erstligadebüt gab er am 3. Februar 2019 im Auswärtsspiel gegen den Dagon FC. Hier stand er in der Startelf und spielte die kompletten 90 Minuten. Ende der Saison wurde er mit dem Klub Vizemeister. Die Saison 2021 wurde er an den Yangon United nach Rangun verliehen. Von Januar 2022 bis Mitte Juli 2022 war er vertrags- und vereinslos. Am 13. Juli 2022 nahm ihn der thailändische Zweitligist Kasetsart FC unter Vertrag. Für den Verein aus der Hauptstadt Bangkok bestritt er zehn Zweitligaspiele. Nach der Hinrunde wurde sein Vertrag im Dezember 2022 nicht verlängert. Von Januar 2023 bis Mitte Juli 2023 war er vertrags- und vereinslos. Am 17. Juli 2023 unterschrieb er in Kambodscha einen Vertrag beim Erstligisten Phnom Penh Crown. Nach 22 Ligaspielen wechselte er im August 2024 zum ebenfalls in der ersten Liga spielenden National Defense Ministry FC. Hier stand er bis Jahresende unter Vertrag. Im Januar 2025 ging er wieder nach Thailand. Hier unterschrieb er in Uthai Thani einen Vertrag beim Erstligisten Uthai Thani FC.

### Nationalmannschaft
Soe Moe Kyaw spielt seit 2018 in der myanmarischen Nationalmannschaft.